# دامون بيلي
دامون بيلي (بالإنجليزية: Damon Bailey)‏ مواليد 21 أكتوبر 1971 في إنديانا، هو مدرب كرة سلة أمريكي ولاعب معتزل. بدأ مسيرته الاحترافية في سنة 1995. تم اختياره من قبل فريق إنديانا بايسرز خلال الدرافت. حمل الرقم 22. يبلغ طوله 6 قدم 3 بوصة (1.9 م). حقق المركز الثاني في دورة الألعاب الأمريكية 1999. اعتزل اللعب في 2004.

## الميداليات
| الميدالية | المسابقة                    |
| --------- | --------------------------- |
| فضية      | دورة الألعاب الأمريكية 1999 |

## روابط خارجية
- دامون بيلي على موقع سبورتس رفرنس (الإنجليزية)
- دامون بيلي على موقع كرة السلة الأوروبية.كوم (الإنجليزية)
- دامون بيلي على موقع كلية كرة السلة في سبورتس رفرنس.كوم (الإنجليزية)
- دامون بيلي على موقع ريلجم (الإنجليزية)